# Sud Mennucci (kommun)
Sud Mennucci är en kommun i Brasilien.   Den ligger i delstaten São Paulo, i den södra delen av landet, 600 km sydväst om huvudstaden Brasília. Antalet invånare är 7 440.
Följande samhällen finns i Sud Mennucci:
- Sud Mennucci

Omgivningarna runt Sud Mennucci är en mosaik av jordbruksmark och naturlig växtlighet. Runt Sud Mennucci är det glesbefolkat, med 13 invånare per kvadratkilometer.